# 海面更正
海面更正（かいめんこうせい）とは、気圧の実測値を海抜 0 m での値に換算すること。

## 概要
気圧はその上方にある大気の量に比例するため、高所ほど低くなる。したがって高度の高い場所と高度の低い場所とで観測される気圧が異なる。そのため、高度の異なる地点での気圧を比較するには、平均海水面の高さ（海抜 0 m）で測定したと仮定した時の値を計算する必要がある。この、海抜 0 m における気圧に直された気圧を海面更正気圧または海面気圧という。地上天気図を作成する際には海面更正気圧を記入している。

## 海面更正気圧の計算
海面更正気圧p0 は次式で求められる。
{\displaystyle p_{0}=p\left(1-{\dfrac {0.0065z}{t+0.0065z+273.15}}\right)^{-5.257}}
ここで、p は測定気圧、t は測定気温（℃）、z は標高（m）で、定数 0.0065 K/m は気温減率である。